# ジーン・アルナエス
ジーン・カルロス・アルナエス・トーレス（Jean Carlos Arnaez Torres, 2002年8月22日 - ）は、パナマ・コクレ県アグアドゥルセ出身のプロ野球選手（内野手・捕手・育成選手）。右投右打。

## 経歴

### プロ入り前
2019年に開催された第29回WBSC U-18ワールドカップのパナマ代表に選出され、内野手としてプレーした。のちにチームメイトとなる西純矢とも対戦し、3打席で2三振を喫している。

### プロ入りとブルージェイズ傘下時代
2019年7月にアマチュア・フリーエージェントでトロント・ブルージェイズとマイナー契約を交わしプロ入りを果たす。
2020年はCOVID-19による影響のためマイナーリーグの試合が開催されなかった。
2021年7月にルーキー級ドミニカン・サマーリーグ・ブルージェイズでデビューし、9月にルーキー級フロリダ・コンプレックスリーグ・ブルージェイズに移籍。
2023年4月にA+級ダニーデン・ブルージェイズに昇格を果たした（その後数日で再度FCLに降格したものの、さらに2週間後に再昇格している）。ウィンターリーグではリーガ・プロフェシオナル・デ・ベイスボル・デ・パナマのフェデラレス・デ・チリキに所属しプレー。チームを連覇に導く活躍でシーズンMVPに輝いた。
2024年、先述のウィンターリーグ優勝によりカリビアンシリーズに招待され、パナマ代表としてプレー（3位）。4月にはA+級バンクーバー・カナディアンズに移籍した。しかし、51試合で打率.233と振るわず、7月にリリースされた。

### 阪神時代
2024年10月29日、NPBの阪神タイガースと育成選手契約を結んだことが発表された。年俸は300万円（金額は推定）。背番号は133。契約発表時には既に来日しており、発表当日から阪神甲子園球場で行われている秋季練習に参加。そのまま練習生として高知県安芸市で行われている秋季キャンプにも参加した。

## 詳細情報

### 背番号
- 133（2025年[5] - ）